# Dorfkirche Lichtenau

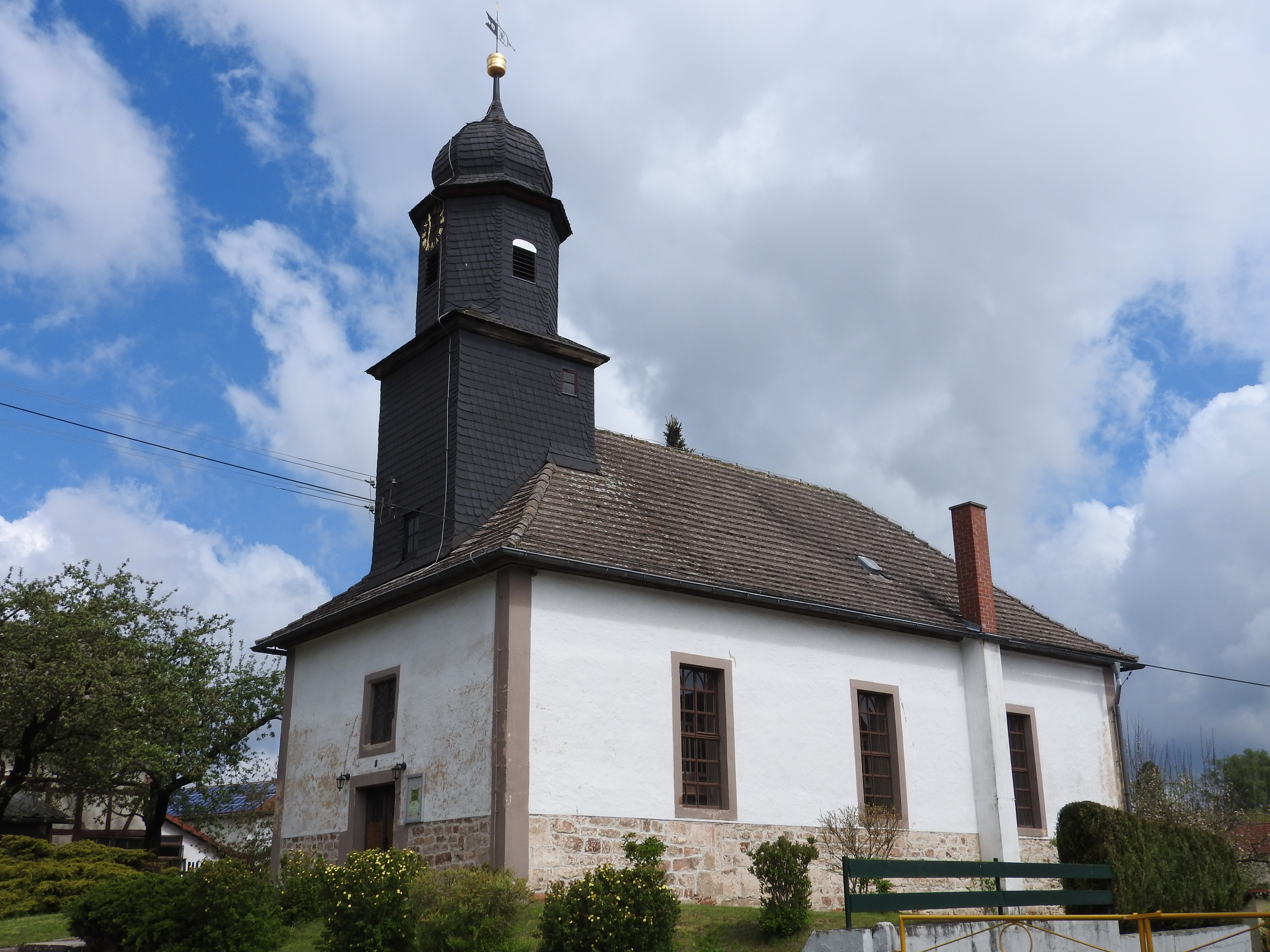
Dorfkirche Lichtenau

Die Dorfkirche Lichtenau steht im Ortsteil Lichtenau der Stadt Neustadt an der Orla in Saale-Orla-Kreis in Thüringen. Sie gehört zum Pfarrbereich Trockenborn im Kirchenkreis Eisenberg der Evangelischen Kirche in Mitteldeutschland.
Die Saalkirche mit Dachturm wurde 1730 gebaut. Beim Bau der Kirche wurde das vorherige Bauwerk in den Aufbau weitgehend mit einbezogen. Im Inneren befinden sich dreiseitige Emporen mit einem Kanzelaltar. Der Saal ist mit einer Flachdecke und Stühlen ausgestattet.
Das Kruzifix, der Altar und die Christusfigur stammen aus dem 17. Jahrhundert. Die Orgel ist auf der Empore untergebracht. Die Glocke stammt aus dem Jahr 1920.